# Eriocaulon conicum
Eriocaulon conicum là một loài thực vật có hoa trong họ Cỏ dùi trống. Loài này được (Fyson) C.E.C.Fisch. mô tả khoa học đầu tiên năm 1931.